# Куролюб
«Куролюб» (англ. Chickenlover) — 3 эпизод 2 сезона (№ 16) сериала «Южный парк», его премьера состоялась 20 мая 1998 года.

## Сюжет
Третий класс ведут в «Книгостический автобус» — передвижную библиотеку, которой руководит странного вида парень, который пытается открыть для всех «удивительную магию чтения». Однако дети уверены, что чтение — отстой. Тем временем в Саут-Парке кто-то насилует курицу. Когда офицер Барбреди начинает расследование, у него возникают трудности в связи с его неграмотностью; он со стыдом признаётся в этом и слагает с себя полномочия полисмена, после чего в городе воцаряется анархия. В соответствии с идеей мэра Барбреди идёт в третий класс, чтобы научиться читать, а «Куролюб» совершает новое преступление.
За пересказ книжки Go, Dog. Go! Барбреди получает пять с плюсом; он крайне увлекается школьной жизнью. Недовольная этим мэр, которая осознала, что хоть какой-то порядок в городе сохранялся лишь благодаря Барбреди, торопит его в освоении чтения, чтобы он мог вернуться на должность и расследовать дело Куролюба. А пока Барбреди ещё не умеет как следует читать, Стэн, Кайл, Кенни и Картман назначены помощниками полицейского. Особенно увлекается своей работой Картман — он начинает разъезжать по городу на своём трёхколёсном велосипеде и насаждать свою модель правосудия, жестоко обращаясь с теми, кто не уважает его авторитет. Также Картман останавливает автомобилистов и говорит им «Сэр, выйдите, пожалуйста из машины» и «Вы будете уважать мой авторитет!». Затем он начинает бить их по лодыжкам своей полицейской дубинкой.
Тем временем Куролюб подбрасывает на местах, где изнасиловал куриц, подсказки, которые можно разгадать с помощью детских книжек. Когда Барбреди устаёт и уже почти сдаётся, ребята помогают ему и поддерживают, а весь город радуется новым успехам в прочтении офицером сложных слов.
Наконец, Барбреди ловит Куролюба в зоопарке; преступником оказывается водитель Книгостического автобуса. Он объясняет, что устроил все эти происшествия, чтобы Барбреди научился читать. Куролюб дарит Барбреди книгу Айн Рэнд «Атлант расправил плечи». К месту происшествия прибывает Картман; он начинает бить Куролюба по лодыжкам, на что Барбреди говорит, что это неправильно — преступников надо бить по голове, чтобы сразу вырубать. Эрик решает передать полномочия обратно настоящему профессионалу, и Барбреди говорит ребятам, что собирается поваляться в ванной с хорошей книжкой.
В финале в городе проходит парад в честь научившегося читать Барбреди. Тот произносит речь о том, что, прочитав ужасную книгу, которую ему дал Куролюб, он осознал, что чтение — отстой, и даёт зарок больше никогда не читать. Дети горячо его поддерживают.

## Смерть Кенни
В течение эпизода Кенни несколько раз попадает в смертельно опасные ситуации, но потом оказывается, что он выжил. Так, во время беспорядков в Саут-Парке на него падает машина, но затем Кенни целёхонький выходит из двери этой машины; после уроков он качается на качелях, слетает с них и ударяется о кирпичную стену, но встаёт как ни в чём не бывало; в него чуть не попадает из пистолета Куролюб во время задержания. Каждый раз Стэн начинает говорить свою коронную фразу: «О, боже мой, они убили…», чтобы затем пробормотать «А, неважно» в первых двух случаях. В третий раз он говорит: «Ядрёна вошь!». Погибает Кенни во время парада, идущего в финальных титрах, когда на него падает дерево. Но Стэн и Кайл не произносят своих обычных фраз.

## Персонажи
В классе сидят (слева направо): Терренс; Биби; Клайд; Пип; Картман; Токен; Кайл; Кевин; Барбреди; Стэн; Кенни; Энни; Берта. На игровой площадке можно заметить Крэйга.

## Финальные титры
Титры этого эпизода отличаются от тех, что были во всех предыдущих сериях. Первый раз они начинаются, когда Барбреди собирается пойти почитать, с надписи «Executive Producer: Robert T. Pooner» (как сказано в официальном FAQ, это имя человека, открывшего город Саут-Парк). Во второй раз титры начинаются во время парада; эти пародийные титры состоят из бесконечной череды продюсеров — executive producer, co-producer, producer, producer producer, Том Уоэпэт (он появляется без указания должности и с собственной фотографией), main producer. После этого начинаются нормальные титры с указанием людей, работавших над серией. Во время титров играет тема «Barbrady Thumbs Up», которую написали звукорежиссёр шоу Брюс Хоуэлл, Паркер и Стоун.

## Производство
- Первоначально Картман должен был получить огнестрельное оружие (вместо дубинки) и стрелять в людей (а не избивать их) во время его пребывания на посту заместителя офицера полиции, но цензоры Comedy Central отказались показать ребёнка с огнестрельным оружием (несмотря на то, что в эпизоде «Вулкан» это было показано без колебаний)[4].
- Этот эпизод показывает неграмотного Барбреди таким образом, что он видит все надписи на языках, не использующих латинский алфавит. Знак «STOP», например, искажается с точки зрения Барбреди в корейские символы.
- В сцене, где Барбреди изучает чтение в классе мистера Гаррисона, буквы в алфавите, расположенные выше доски составляют надпись: «DiOsMiOhAnMaTaDoHaKeNnYbAsTaRdOs…», что является записанной на испанском коронной фразой Стэна и Кайла, произносимой при смерти Кенни: «Боже мой, они убили Кенни! Сволочи».
- В предисловии к DVD-изданию восьмого сезона «Южного парка» Паркер и Стоун объяснили, что изначально названием эпизода должно было быть «Куроёб», но было изменено, так как цензоры Comedy Central не хотели в названии слово, которое нельзя упомянуть на телевидении при любых обстоятельствах.

## Показ
Куролюб первоначально вышел в эфир на канале Comedy Central в США 27 мая 1998 года. А второй сезон шоу в целом стартовал в апреле 1998 года. Следом за этим эпизодом вышел эпизод Пиписька Айка.

## Факты
- Книга с эротической обложкой, на которую смотрит Эрик, называется «Дороти Палмор. Тело к телу» (англ. Dorothy Palmore. Body to Body).
- В этом эпизоде Барбреди работает в полиции Саут-Парка, тогда как в других эпизодах — в полиции Парк-Каунти (англ. Park County).
- Книга, которую прочёл для внеклассного чтения Барбреди, — «Go, Dog. Go!» Пи Ди Истмана, известная детская книжка. Книг, в которых Куролюб давал подсказки — «Bumbly Wumbly and the Spotted Spacecraft» и «Teetle the Timid Taxidermist» — на самом деле не существует. Подзаголовок второй книги, «Титл — робкий таксидермист», гласит «Он любит ходить в зоосад» (англ. Loves to go to the petting zoo).
- В этом эпизоде появляется инопланетянин — он гладит лошадь в зоосаде.
- Барбреди арестовывает Куролюба за «Галломанию». Это игра слов — латинское gallus можно перевести и как петух, и как житель Галлии/Франции.
- На параде машину офицеру Барбреди ведёт Иисус.